# Un giorno fortunato
Un giorno fortunato è una miniserie televisiva italiana in due puntate andata in onda per la prima volta nel dicembre del 1997 su Rai 2.
La regia è di Massimo Martelli, mentre protagonista della serie è Fabio Fazio, nei panni di uno psicologo della USL di Imperia